# Moun Né
Moun Né – szczyt w Pirenejach, w masywie Barbat. Położony jest w południowej Francji, na terenie gminy Cauterets, w pobliżu granicy z Hiszpanią.